# Třída Hibiki
Třída Hibiki je lodní třída výzkumných lodí Japonských námořních sil sebeobrany (JMSDF). Jejich hlavním úkolem je sběr akustických signálů vydávaných nepřátelskými ponorkami za účelem posílení vlastních kapacit v protiponorkovém boji. Celkem byly postaveny tři jednotky této třídy. Třída byla vyvinuta za studené války pro sledování ponorek sovětského námořnictva, ale první dvě jednotky do služby vstoupily až po jejím skončení. Třetí jednotka byla objednána s odstupem 30 let. Byla to reakce na dlouhodobé posilování ponorek Námořnictva Čínské lidové osvobozenecké armády. První dvě jednotky operují ze základny v Kure.

## Stavba
Všechny plavidla této třídy postavila japonská loďařská společnost Mitsui Engineering & Shipbuilding (později Mitsui E&S) ve své loděnici v Tamanu (nyní japonská loděnice Mitsubishi Heavy Industries Maritime Systems). V letech 1989–1992 byly postaveny dvě jednotky této třídy. V květnu 2018 byla objednána stavba třetí, vylepšené jednotky Aki. Její dodání je plánováno na rok 2021. Aki vstoupí do služby plných 30 let po dokončení prototypu Hibiki. Jeho stavba je reakcí na posilování námořnictva ČLOA. Tato třetí jednotka byla do služby přijata 4. března 2021.
Jednotky třídy Hibiki:
| Název             | Zahájení stavby    | Spuštěna na vodu  | Uvedena do služby | Poznámka  |
| ----------------- | ------------------ | ----------------- | ----------------- | --------- |
| Hibiki (AOS-5201) | 28. listopadu 1989 | 27. července 1990 | 30. ledna 1991    | aktivní   |
| Harima (AOS-5202) | 26. prosince 1990  | 11. září 1991     | 10. března 1992   | aktivní   |
| Aki (AOS-5203)    | 5. března 2019     | 15. ledna 2020    | 4. března 2021    | aktivní   |
| Bingo (AOS-5204)  | 19. března 2024    | 17. února 2025    |                   | ve stavbě |

## Konstrukce

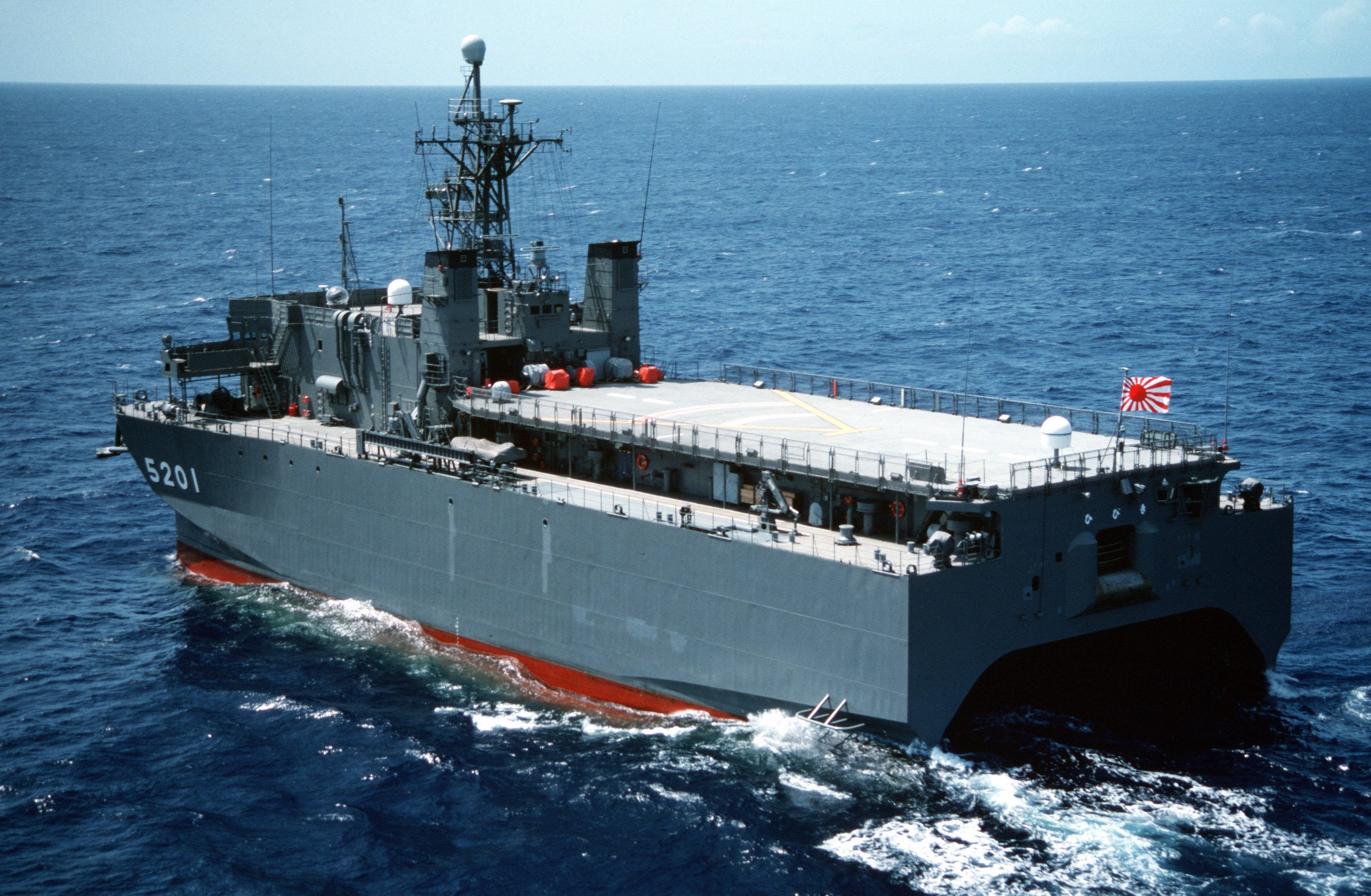
Hibiki (AOS-5201)

Plavidla mají koncepci katamaránu typu SWATH (Small Waterplane Area Twin Hull). Hlavním senzorem plavidla je vlečné pasivní sonarové pole s dlouhým dosahem AN/UQQ-2 SURTASS (Surveillance Towed Array Sensor System). Na zádi se nachází přistávací plocha pro vrtulník. Pohonný systém tvoří čtyři diesel-generátory Mitsubishi S6U-MPTK a čtyři elektromotory. Výkon je 3000 hp. Manévrování usnadňuje příďové dokormidlovací zařízení. Nejvyšší rychlost dosahuje 11 uzlů.